# Eleazar Garzón
Eleazar Garzón (1843 - 1919) fue un político argentino, gobernador de la provincia de Córdoba.
Estudió agrimensura en la Universidad Nacional Mayor de San Carlos (hoy Universidad Nacional de Córdoba).
Quedó registrada una mensura que realizó Garzón como agrimensor en El Fortín, una localidad del departamento San Justo, en el centro-este de la provincia de Córdoba, situada a 208 km de la capital provincial, a 15 km de Alicia y 40 km de Las Varillas.

En 1866, cuando el Dr. José María Méndez compra un lote en el norte del departamento Unión a don Camilo León, el agrimensor Francisco Crisafulli, encargado de la mensura, deja el testimonio más claro de la existencia de aquel fortín en el plano 11a-b que acompaña a la misma, cuando indica como única construcción humana un «fuerte abandonado», ubicado estratégicamente entre la Cañada del León Colgado y el Monte de los Algarrobales, cerca del Corral de Juárez… Aquel campo sería conocido luego como estancia “El Fuerte”. Desaparecida la amenaza del indio, los terratenientes comenzaron a interesarse en la zona. En 1876, don Blas Juárez recibe de la Mesa de Hacienda de la Provincia el título de la Suerte N.º 81 Serie B, ubicada en el extremo sudeste del departamento San Justo, contra la Cañada de San Antonio, realizando la mensura el agrimensor Eleazar Garzón.

## Gobernación de Córdoba
El 19 de agosto de 1890 renunció el gobernador Marcos N. Juárez. Al día siguiente (20 de agosto) el vicegobernador Garzón juró como titular del Poder Ejecutivo.
La grave crisis había desalojado a Marcos N. Juárez del gobierno, pero no a la oligarquía dominante del poder. Todo aquello, ligado al juarismo (integrado por los seguidores del presidente Miguel Juárez Celman) cayó en desgracia: se dejaron de editar los periódicos Los Estados y El Interior, y cerró sus puertas el Club El Panal. En esa época arrancaban odios y amores los escritos del poeta derechista llamado Leopoldo Lugones. La Cañada provocaba una trágica inundación el 19 de diciembre de 1890, surgiendo después la sucursal Córdoba de la Cruz Roja.
El 26 de abril de 1891 se inauguró el Teatro del Libertador General San Martín (Teatro Nuevo o Teatro de la Calle Ancha). Según apunta el diario La Libertad,
Su temperamento y estilo de gobierno destacaban a la par de sus realizaciones. La desconfianza por las iniciativas populares y el manejo privatista de la política se hicieron manifiestos en las constantes intervenciones directas del gobernador, su injerencia en la distribución del crédito y el recurso a la presencia del ejército en caso de toparse con obstáculos.

### Crisis y oposición política
Garzón debió cumplimentar el período gubernativo desde agosto del 1890 hasta mayo de 1892. El flamante mandatario trazó una acción de gobierno con similares lineamientos a sus predecesores, pero tratando de acomodar la difícil situación económico-financiera de la provincia, lo que recién se alcanzaría al final de aquella década.
Apenas iniciado el año 1891, Garzón debió soportar una importante manifestación de los hombres de la Unión Cívica Radical de Córdoba, lo que provocó una mayor intemperancia en el ámbito político. El 21 de mayo de 1891, los sectores de la Unión Cívica Radical de Córdoba llevaron adelante una intentona revolucionaria contra el gobernador Garzón (a quien sus adversarios llamaban «Botón Bumbula»). Éste envió para reprimirlos al Regimiento 10 del Ejército.
El 5 de agosto de 1891, el sacerdote católico Eleodoro Fierro aglutinó a los sectores de la Unión Cívica y de la Acción Cívica, formando la liga denominada Unión Cívica Radical de Córdoba. Pero al acercarse las elecciones, la oposición se volvió a dividir entre los que seguían a Bartolomé Mitre (candidato único que había acordado con Carlos Pellegrini y Julio A. Roca) y los que adherían a Leandro N. Alem (que propiciaban a Bernardo de Irigoyen). Finalmente en Córdoba, el Partido Autonomista Nacional mantenía el poder, resultando candidato a la gobernación Manuel D. Pizarro, senador nacional por Córdoba que había contribuido a la caída del presidente Juárez Celman, secundado por Julio Astrada como vicegobernador.
| Predecesor: Marcos N. Juárez | Gobernador de Córdoba 1890-1892 | Sucesor: Manuel D. Pizarro |